# Williamsburg (Brooklyn)
Williamsburg – dzielnica (neighborhood) w północnej części Brooklynu, w Nowym Jorku. Graniczy z dzielnicami: Greenpoint, Bedford-Stuyvesant oraz Bushwick.
Williamsburg jest zamieszkiwana przez wiele grup etnicznych, aktywnie działającą kolonię artystów oraz coraz częściej przez pracowników pracujących na Manhattanie.